# Ван Дормаль, Жако
Жако́ Ван Дорма́ль (фр. Jaco Van Dormael, 9 февраля 1957, Иксель) — бельгийский кинорежиссёр, актёр, сценарист, продюсер.

## Биография
Пережив тяжелую родовую травму и чудом оставшись в живых, всю свою судьбу он принимает как неоправданный и прекрасный дар. Будущий режиссёр начинал карьеру как профессиональный клоун и долгое время не желал лучшего, кроме как веселить детей. Снимал короткометражки, не надеясь на этом заработать. В 34 года дебютировал «Тото-героем», которого никто не решился вписать в какую бы то ни было актуальную тенденцию — однако, фильм взял «Золотую камеру» за дебют в Каннах, и режиссёр стал знаменитым. Следующий фильм, «День восьмой», он снял лишь пять лет спустя. Снова успех, каннские награды для актёров и номинация на «Золотой глобус».
Учился в Национальной высшей школе сценических искусств и техник массовой коммуникации (фр. INSAS) в Брюсселе, в Национальной высшей школе Луи Люмьера в Париже. Работал клоуном, специалист по постановкам в детских театрах и в цирке.
Жена — балерина и хореограф Мишель Анна Де Ме. Старший брат, Пьер Ван Дормаль  (1952—2008) был джазовым композитором и гитаристом.

## Фильмография
- 1980 — Maedeli-La-Breche (короткометражный, Оскар за лучший зарубежный студенческий фильм)
- 1981 — Stade (репортаж об Олимпийских играх для людей с ограниченной подвижностью; Золотой кадуцей КФ в Ренне)
- 1982 — L’Imitateur (короткометражный, премии за лучший короткометражный и лучший документальный фильм на КФ в Брюсселе)
- 1983 — Sortie de secours (документальный)
- 1984 — E pericoloso sporgersi (короткометражный, Главная премия КФ в Клермон-Ферране)
- 1985 — De Boot
- 1991 — Тото-герой/ Toto le héros (номинация на премию БАФТА, полнометражный, приз Золотая камера Каннского МКФ, премия зрительских симпатий на МКФ в Локарно, премия Сезар за лучший зарубежный фильм)
- 1995 — Люмьер и компания / Lumière et compagnie
- 1996 — День восьмой/ Le Huitième Jour (полнометражный, номинация на Золотую пальмовую ветвь Каннского МКФ)
- 2009 — Господин Никто / Mr Nobody (полнометражный, номинация на Золотого льва Венецианского МКФ)
- 2014 — Каникулы маленького Николя / Les vacances du petit Nicolas
- 2015 — Новейший завет / Le tout nouveau testament (полнометражный, номинация на Золотую пальмовую ветвь Каннского кинофестиваля)